# Antonio Orlini
Antonio Orlini detto Tonino (Ascoli Piceno, 16 settembre 1924 – Ascoli Piceno, 1º luglio 2006) è stato un politico italiano.

## Biografia
Figlio dell'avvocato Serafino Orlini, primo sindaco di Ascoli Piceno del secondo dopoguerra, fu eletto consigliere comunale nella sua città per la Democrazia Cristiana nel 1964, nel 1966, nel 1971 e nel 1976. Il 2 settembre 1971 venne eletto sindaco di Ascoli Piceno alla guida di una giunta composta da democristiani, socialisti e repubblicani. Nel 1973 il sindaco Orlini si dimise, aprendo la crisi comunale, che si risolse dopo pochi mesi con la sua riconferma. Dopo le amministrative di giugno 1976, venne rieletto sindaco grazie ai voti di DC, PSI, PSDI, PRI, e per la prima volta con il sostegno del PCI. Il mandato da sindaco terminò nel dicembre 1978, quando venne sostituito alla guida dell'amministrazione comunale da Luigi De Santis. Consigliere provinciale di Ascoli Piceno e assessore dal luglio 1985 al giugno 1990, tornò tra i banchi del consiglio comunale del capoluogo nella legislatura 1990-1995, ritirandosi poi dalla vita politica.
Attivo nell'organizzazione dello sport locale, fu "messere" e presidente della Quintana. Morì il 1º luglio 2006 e alla sua memoria è stato istituito nel 2007 un riconoscimento annuale che premia i piceni che si sono distinti nell'atletica.